# Plaza Virgen de los Llanos
La plaza Virgen de los Llanos es una céntrica plaza de la ciudad española de Albacete. 
Fue una de las tres plazas que dieron origen a la ciudad de Albacete, situadas en los tres puntos más altos de la urbe manchega, donde se levantaron sendas fortalezas.
Situada en un antiguo cerro, a una altura superior con respecto de su entorno, es peatonal y se accede a ella a través de escalinatas y rampas. Alberga la fachada sur de la catedral de San Juan de Albacete y el monumento de la Virgen de los Llanos. Recibe su nombre en honor a la Virgen de los Llanos, patrona de la ciudad. 
En ella se celebra la Noche de los Mayos del 30 de abril al 1 de mayo. Y en ella finaliza la solemne procesión en honor a la Virgen de los Llanos que tiene lugar el sábado anterior al 27 de mayo, además de numerosas procesiones de la Semana Santa de Albacete.

## Historia
La plaza se sitúa en una antigua colina, a la que se accede a través de sendas escalinatas y rampas. En ella se encuentra la imponente fachada sur de la catedral de San Juan de Albacete, que tiene una portada de estilo neorrománico, la cual presenta tres arquivoltas de arco de medio punto sostenidas por tres columnas simples, con capiteles con motivos vegetales. 
La catedral de Albacete se comenzó a construir en 1515 sobre un templo mudéjar anterior, si bien, no fue hasta 1959 cuando se concluyó con su aspecto actual, con su exterior de estilos neorrománico y neogótico. 
En los primeros años del siglo XVI, la antigua parroquia mudéjar de época medieval comenzó a ser demolida desde la cabecera hacia los pies, y en su lugar se empezó a levantar la fábrica actual, en principio gótica con un gran ábside central y otros dos laterales; después, tres naves de igual altura (Hallenkirche) y dos tramos; unos muros perimetrales con sus correspondientes pilares adosados; unas capillas laterales y unos grandes pilares que sostenían unas bóvedas de crucería, todo en el más estilo gótico final. Aquí intervinieron artistas y canteros, desde Enrique Egas, que vino de Toledo a tasar la obra, a otros artífices de procedencia vasca (Pedro de Echevarría y Ortín Pérez). Sin embargo, en 1538, ante el alarmante estado en que se encontraba la edificación por lo atrevido de sus bóvedas y la baja calidad de la piedra empleada, se acudió al "más grande maestro que había en Castilla de fama", Diego de Siloé, maestro de la catedral de Granada, que aconsejó la sustitución de aquellos pilares por unos nuevos soportes (columnas) que serían dibujadas por Jerónimo Quijano, maestro mayor del obispado de Cartagena. El proceso de sustitución de unos pilares góticos por estas columnas clásicas supuso el desplome de las bóvedas de crucería y la paralización de las obras. En estos años centrales del siglo XVI, aparecen otros artífices vascos trabajando en la construcción, como Juan de Aranguren, Pedro de Castañeda, Martín de Gazaga y Juan de Urquiaga. Hacia 1560, la obra quedaría interrumpida, pues todos los caudales se dedicarían a la construcción de la Sacristía. La cubierta estaba hecha; los arcos, cerrados, pero las bóvedas no se cerrarían hasta 1690, de la mano del arquitecto de la Trasmiera, Gregorio Díaz de Palacios. En 1597, el obispo de la diócesis ordenó el levantamiento de un plano, hoy conservado en el Archivo Histórico Provincial de Albacete, donde se señalaba lo construido y lo que quedaba por hacer, es decir, dos columnas más y un cuarto tramo, más la fachada principal y la torre, que no llegaría a levantarse nunca. En la primera mitad del siglo XX, se demolieron los últimos restos mudéjares que quedaban a los pies del templo y comenzó a levantarse la actual fachada, así como el tercer tramo, con lo que las segundas columnas quedaban exentas.[cita requerida]

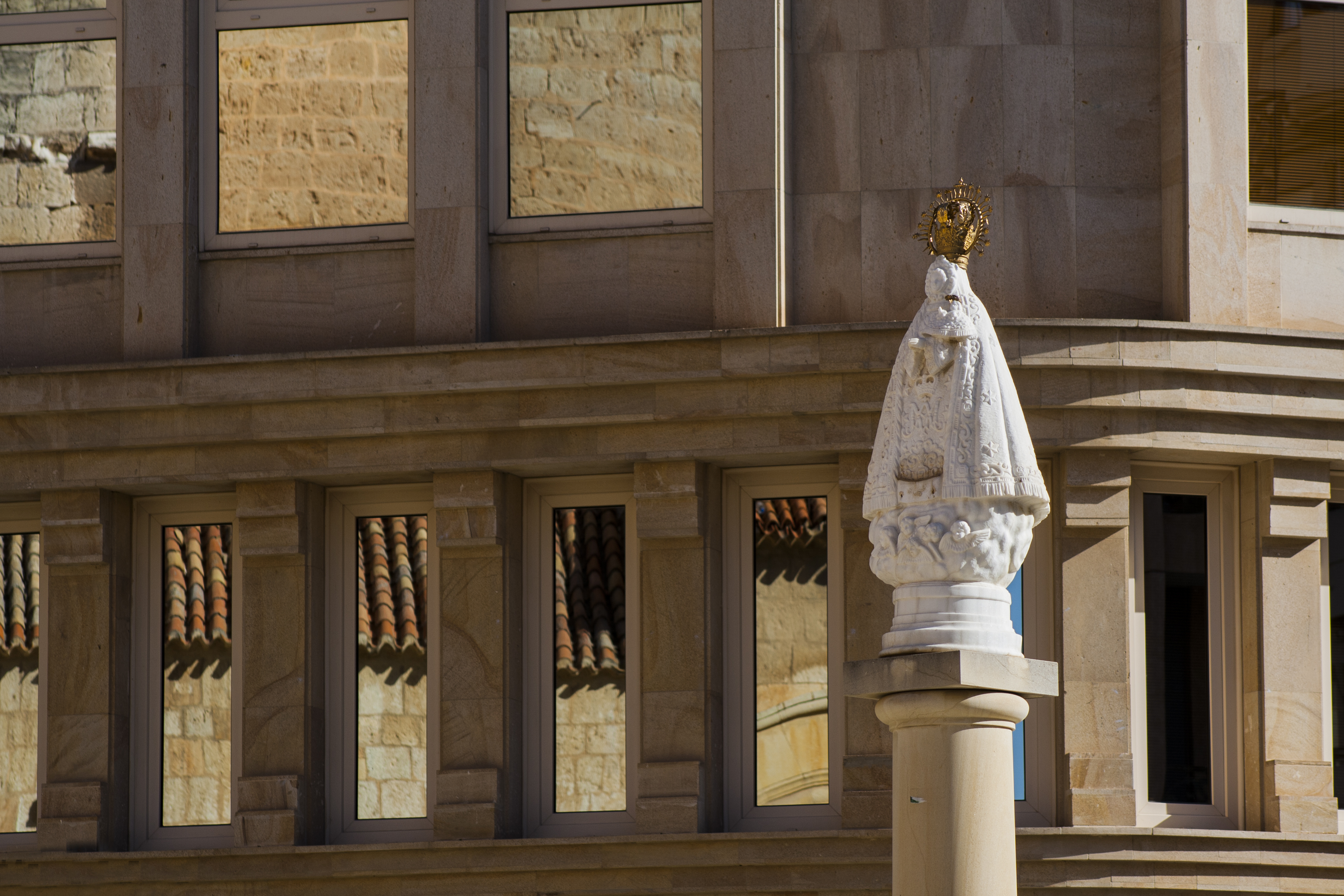
Triunfo a la Virgen de los Llanos, monumento que preside la plaza

Durante la guerra civil, mientras se estaba levantando la fachada principal, y el tercer tramo, el templo fue saqueado y se perdieron numerosas obras artísticas, como el Gran Retablo Mayor, barroco, de inicios del siglo XVIII; numerosas pinturas del siglo XVI y esculturas atribuidas a Salzillo (Dolorosa) o a sus seguidores (Jesús Nazareno, Beato Andrés Hibernón y otras).
En 1949, cuando se concluían las obras de la fachada, por la bula de Pío XII 'inter praecipua', se creó la diócesis de Albacete, erigiéndose en catedral de la nueva diócesis la vieja parroquia de San Juan Bautista.
Entre 2007 y 2009 el edificio de la catedral se benefició de una adecuada restauración que ha consolidado la obra y recuperado en su belleza tanto las columnas como sus bóvedas. 
En la plaza se encuentra el Triunfo a la Virgen de los Llanos, una reproducción de la patrona de la ciudad.

## Cultura

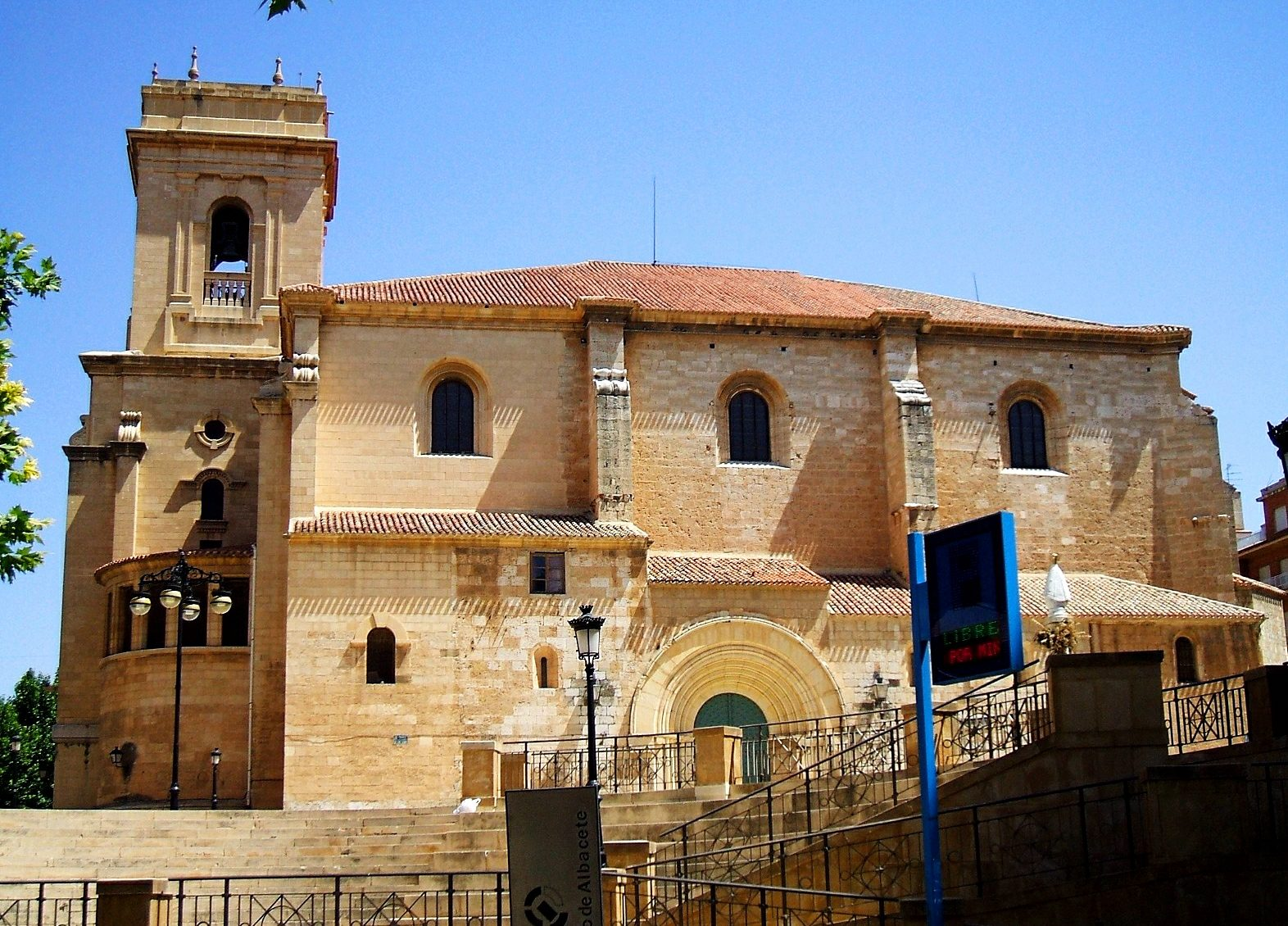
Escalinatas de acceso a la plaza con la fachada neorrománica de la catedral de San Juan de Albacete de fondo

Es costumbre en Albacete cantar los Mayos en la plaza en la medianoche del 30 de abril al 1 de mayo. La maya o el mayo es un tronco o palo alto (árbol de mayo) que se alza o se alzaba en algunas regiones de Europa, en la plaza o lugar público durante el mes de mayo y donde concurrían los mozos y mozas a divertirse con bailes y festejos. Los jóvenes competían por trepar por el árbol hasta llegar a la parte superior donde debían coger una bandera, mientras las muchachas les animaban desde abajo bailando y cantando en torno al árbol.
Además, numerosas procesiones de Semana Santa terminan en la plaza.
Además de las procesiones de Semana Santa, también acaba en la plaza la procesión de la Virgen de los Llanos que tiene lugar el sábado anterior al 27 de mayo, donde se le hace una ofrenda de flores y se le canta el himno de la coronación.